# Consell comunal de Kayl
El consell comunal de Kayl (francès: Conseil communal de Kayl) és el consell local de la comuna de Kayl, al sud-oest de Luxemburg.
És constituït per tretze membres, elegits cada sis anys per representació proporcional. Les darreres eleccions foren el 9 d'octubre de 2005, resultant la victòria del Partit Socialista dels Treballadors (LSAP). Al collège échevinal, el Partit Socialista dels Treballadors, com a partit més representat, està liderat per l'alcalde del mateix partit John Lorent.
| Partit               | Partit                                    | Escons | Consellers |
| -------------------- | ----------------------------------------- | ------ | --- |
|                      | Partit Socialista dels Treballadors (PST) | 8      | Carlo Birchem, Marcel Humbert, John Lorent, Marco Lux, Jim Marin, Astrid Muller-Belleville, Étienne Schneider, Ernest Warken |
|                      | Partit Popular Social Cristià (PPSC)      | 3      | Marcel Godart, André Ludovicy-Kihn, Camille Thome                                                                            |
|                      | Partit Democràtic (PD)                    | 2      | Romain Becker, Patrick Krings                                                                                                |
| Font:Commune of Kayl |                                           |        | |